# Spinaeschna
Spinaeschna är ett släkte av trollsländor. Spinaeschna ingår i familjen mosaiktrollsländor.
Kladogram enligt Catalogue of Life:
| Spinaeschna | \| \| Spinaeschna tripunctata \| \| \| \| \| \| Spinaeschna watsoni \| \| \| \| |
|             | \| \| Spinaeschna tripunctata \| \| \| \| \| \| Spinaeschna watsoni \| \| \| \| |
|             | Spinaeschna tripunctata                                                         |
|             |                                                                                 |
|             | Spinaeschna watsoni                                                             |
|             |                                                                                 |